# Лойфельфінген
Лойфельфінген (нім. Läufelfingen) — громада  в Швейцарії в кантоні Базель-Ланд, округ Зіссах.

## Географія
Громада розташована на відстані близько 60 км на північний схід від Берна, 14 км на південний схід від Лісталя.
Лойфельфінген має площу 8,2 км², з яких на 9,7% дозволяється будівництво (житлове та будівництво доріг), 49,1% використовуються в сільськогосподарських цілях, 41,2% зайнято лісами, 0% не є продуктивними (річки, льодовики або гори).

## Демографія
2019 року в громаді мешкало 1288 осіб (+1,6% порівняно з 2010 роком), іноземців було 12,1%. Густота населення становила 158 осіб/км².
За віковим діапазоном населення розподілялося таким чином: 19,6% — особи молодші 20 років, 58,8% — особи у віці 20—64 років, 21,6% — особи у віці 65 років та старші. Було 528 помешкань (у середньому 2,4 особи в помешканні).
Із загальної кількості 429 працюючих 46 було зайнятих в первинному секторі, 141 — в обробній промисловості, 242 — в галузі послуг.